# Erzeparchie Istanbul

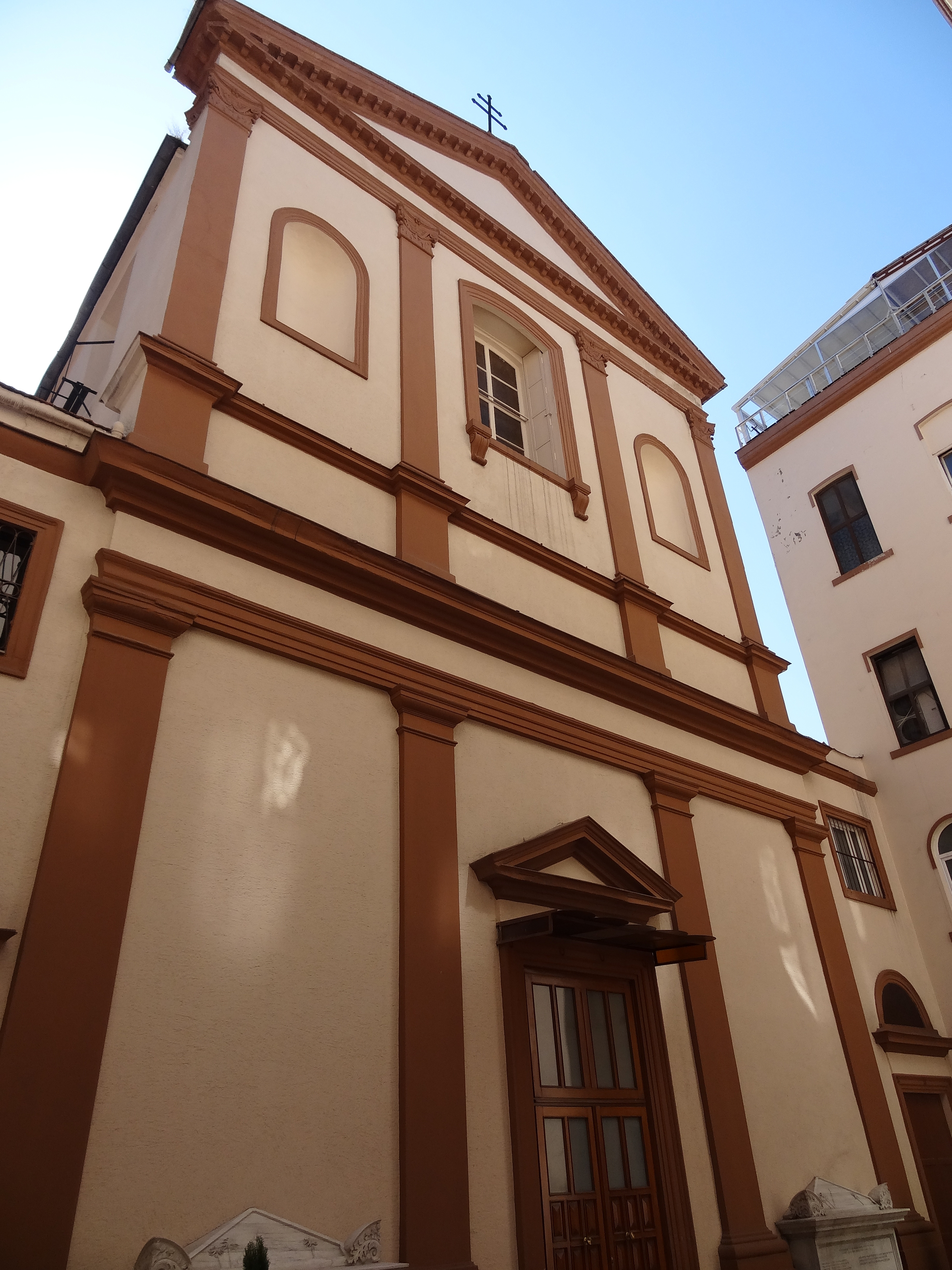
Armenisch-katholische Kathedrale, Istanbul

Die Erzeparchie von Istanbul (lat.: Archieparchia Constantinopolitanus Armenorum) ist der in Istanbul (Türkei) gelegene Metropolitansitz der armenisch-katholischen Kirche.

## Überblick
Die Erzeparchie von Konstantinopel wurde 1830 errichtet, aber schon 1867 wieder aufgelöst und 1866 mit dem Patriarchat von Kilikien (Patriarch Andon Bedros IX. Hassunian) zusammengefügt.
Die Erzeparchie von Istanbul wurde am 15. Oktober 1928 erneut errichtet. Die Zahl der armenischen Christen sank jedoch in der Zeit von 1950 bis 2002 von 7.000 auf 3.750, während die Zahl der Pfarreien von sechs auf zehn stieg. Von ihnen befinden sich etwa die Hälfte in Istanbul selbst.
1950 war sie noch mit sieben Diözesanpriestern und sieben Ordenspriestern besetzt, die Zahl derselben sank bis heute auf jeweils zwei. Auch die Zahl der Ordensschwestern sank in diesem Zeitraum von 26 auf fünf.

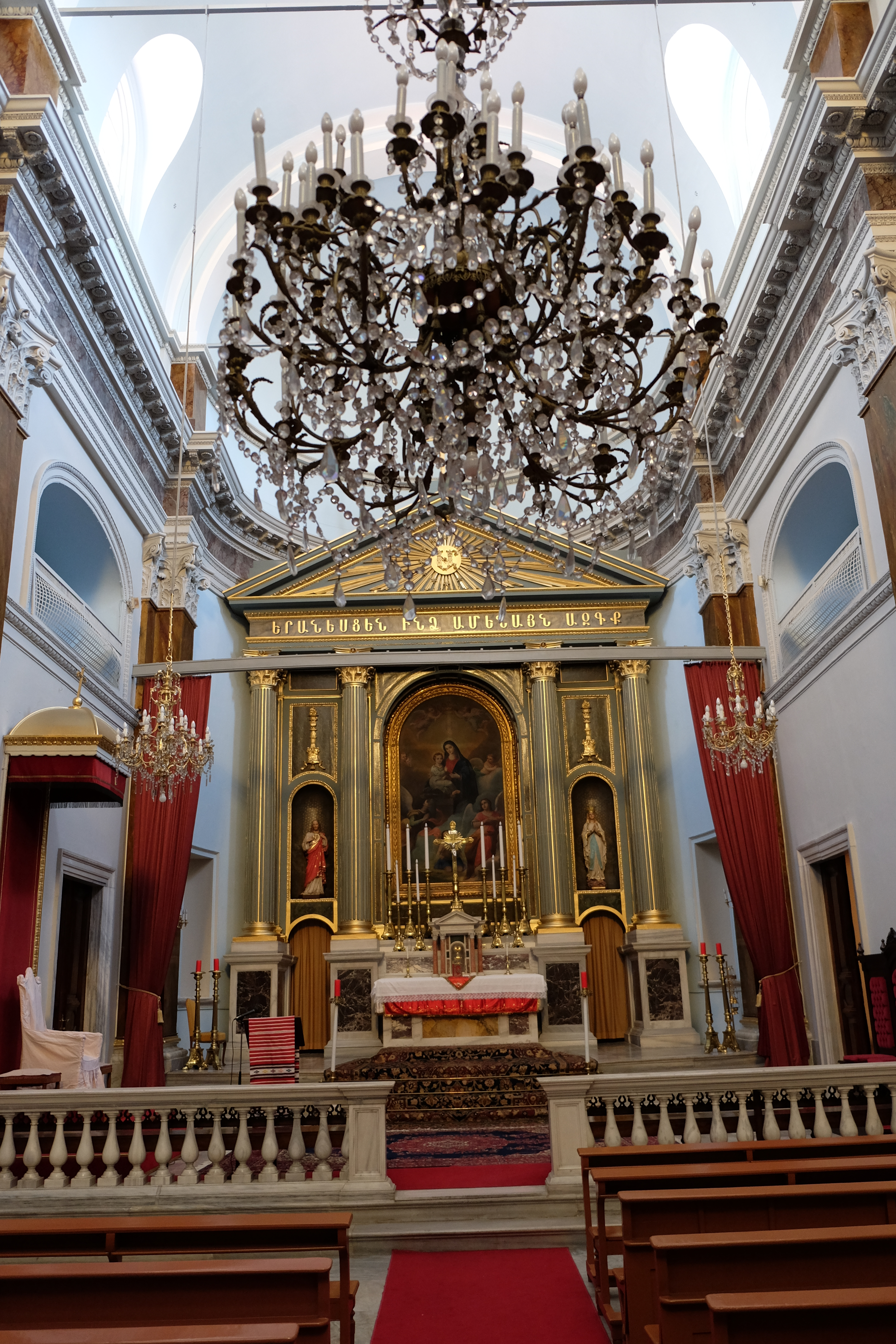
Armenisch-katholische Kathedrale, Istanbul (Innenansicht)

## Erzbischöfe
Erzbischöfe der Erzeparchie Konstantinopel (1830–1867)
- 1830–1838 Antoine Nouridjian
- 1838–1846 Boghos Maroushian
- 1846–1866 Andon Hassunian

Erzbischöfe der Erzeparchie Istanbul (1928–heute)
- 1928–1931 Giuseppe Rokossian
- 1931–1936 Vahan Kitchourian
- 1937–1965 Paul Kiredjian
- 1966–2015 Johannes Tcholakian
- 2015–2024 Lévon Zékian
- seit 2024 Sedisvakanz